# Репин, Александр Константинович
Александр Константинович Ре́пин (30 августа [12 сентября] 1903, Брянск — 28 ноября 1976, Москва) — советский военачальник, главный инженер — заместитель командующего ВВС РККА, член Военного Совета ВВС, начальник Главного Управления инженерно-авиационной службы РККА и начальник НИИ ВВС (1942—1946), генерал-полковник инженерно-авиационной службы (1943).

## Биография
Родился 30 августа (12 сентября) 1903 года в Брянске в семье железнодорожного мастера. Рано лишившись родителей, окончил высшее начальное училище в Карачеве и поступил учеником телеграфиста на Брянский железнодорожный телеграф.

### Гражданская война и 1920-е годы
В ноябре 1917 года поступил переписчиком в железнодорожный отряд, в марте 1918 года влившийся в 1-й отдельный стрелковый батальон Красной армии в Карачеве. В его составе принимал участие в боевых действиях против войск генерала  Н. Н. Юденича. В должности помкомвзвода участвовал в ликвидации банд в районах Белой Церкви, Умани, Винницы, Фастова.
В 1920 году окончил Карачевские артиллерийские курсы комсостава РККА. В марте 1921 года направлен на учебу в 5-ю Томскую Военно-инженерную школу и радиотехнический класс при томском радиодивизионе, после окончания которых служил на различных должностях в войсках связи: в начале 1923 года – начальником радиостанции в Якутске в отдельном радиодивизионе Сибирского военного округа, в 1925 году принимал участие в ликвидации банд в Якутской АССР, в 1929 году во время военного конфликта на КВЖД служил начальником радиомастерских в Хабаровске. В течение этого периода, в 1927 году, окончил Московские химические курсы усовершенствования комсостава РККА.

### 1930-е годы
В марте 1930 года поступил на воздушно-технический факультет Военно-воздушной академии им. проф. Жуковского и в 1934 году с отличием закончил учебу, после чего работал военным представителем на авиазаводах.
С мая 1937 по март 1938 года в должности советника по авиации – Главного инженера ВВС республиканской Испании принял участие в гражданской войне в Испании, в сложных условиях жесточайших и учащающихся бомбардировок противником крупных промышленных центров, в горных туннелях поблизости от г. Аликанте, организовал силами испанских механиков и инженеров ремонт и эксплуатацию советской авиационной техники (истребителей И-15 и И-16), а также производство И-16.
В октябре 1938 года назначен начальником Технико-эксплуатационной инспекции УВВС – Главным инженером ВВС РККА. В апреле 1939 года в связи с переформированием УВВС и организацией в нём Управления технической эксплуатации ВВС РККА возглавил это новое управление в должности начальника УТЭ – главного инженера ВВС РККА по эксплуатации. С ноября 1939 года работал главным инженером и заместителем начальника Главного управления авиационного снабжения накомата обороны СССР, а с мая 1940 года – членом Совета по оборонной промышленности при Совнаркоме СССР.

### Великая Отечественная война
В мае–июле 1941 года возглавлял 1-е Главное управление Наркомата авиационной промышленности СССР.
В июле 1941 года направлен в США в составе Советской военной миссии во главе с генералом Ф. И. Голиковым, а после его отъезда в СССР оставался по март 1942 года главой этой миссии. После возвращения из спецкомандировки в США, где он своей деятельностью много способствовал успешным поставкам вооружения и усиления военной мощи СССР, был назначен заместителем Народного комиссара авиационной промышленности СССР.
В августе 1942 года был направлен Военным Советом ВВС РККА на Калининский фронт (в 3-ю воздушную армию), где провел в боевой обстановке большую организационную и инженерно-техническую работу по улучшению эксплуатации и ремонта самолетов и приведению боевой техники частей ВВС в состояние, отвечающее задачам, поставленным перед войсками фронта.
В период развернутого наступления немцев на Северном Кавказе в сентябре 1942 года, будучи командирован туда для восстановления нарушенного порядка в работе эксплуатационных и ремонтных органов ВВС, быстро овладел положением, восстановил необходимый порядок и добился решающего улучшения в состоянии материальной части и боевой готовности частей ВВС КА.
С мая 1942 по апрель 1946 года – Главный инженер Военно-Воздушных Сил Советской Армии, одновременно являлся заместителем командующего и членом Военного Совета ВВС. Одновременно с сентября 1942 года он являлся начальником Главного Управления инженерно-авиационной службы Красной Армии и с 1944 года начальником Государственного Краснознамённого НИИ ВВС. 

В этот период на вооружение советских ВВС поступили и были освоены в эксплуатации многие новые самолеты советского и иностранного производства, различные образцы оборудования и вооружения. Под его <А. К. Репина> руководством инженерно-авиационная служба обеспечила выполнение Военно-воздушными силами боевых задач во время Великой Отечественной и Советско-Японских войн.

Глубокое и разностороннее образование… в сумме с постоянным самосовершенствованием позволило А. К. Репину в тяжелые военные годы организовать всесторонние испытания и отбор новых образцов авиатехники и технически грамотную эксплуатацию материальной части ВВС
.

### Арест и заключение
8 апреля 1946 года по сфабрикованному обвинению с санкции А. А. Чепцова арестован вместе c Главнокомандующим ВВС А. А. Новиковым, министром А. И. Шахуриным и рядом других генералов, снят с должности и необоснованно репрессирован по «авиационному делу».
10-11 мая 1946 года Военная коллегия Верховного суда СССР под председательством В. В. Ульриха осудила его на 6 лет лишения свободы по обвинению в «протаскивании на вооружение ВВС заведомо бракованных самолетов и моторов крупными партиями и приемке на вооружение Военно-Воздушных Сил СССР недоброкачественной военной техники». До апреля 1952 года содержался в одиночной камере Лубянской тюрьмы.
7 апреля 1952 года освобожден при участии того же А. А. Чепцова.

### Годы после освобождения
После освобождения работал гражданским специалистом: с августа 1952 года – инженером моторного цеха на авиабазе гражданского воздушного флота в аэропорту Быково, а с ноября 1952 года начальником отдела технического контроля там же.
25 мая 1953 года определением Военной коллегии Верховного суда СССР приговор в его отношении был отменён и дело прекращено за отсутствием состава преступления. 12 июня 1953 года постановлением ЦК КПСС он был полностью реабилитирован, в том же месяце был восстановлен в рядах КПСС. Во время нахождения в заключении из списков армии не исключался.
С июля 1953 по сентябрь 1954 года – заместитель начальника Военно-Воздушной академии им. Жуковского по науке. С сентября 1954 до апреля 1955 года – помощник командующего Дальней авиацией по спецслужбе. C апреля 1955 – заместитель председателя Военно-промышленного комитета при Совете Министров СССР.
16 апреля 1957 года уволен в отставку по состоянию здоровья.

## Воинские звания
- 1938 — Бригинженер
- 1940 — Дивинженер (14 февраля)
- 1942 — Генерал-лейтенант инженерно-авиационной службы (03 июня)
- 1943 — Генерал-полковник инженерно-авиационной службы (30 апреля)
- 1953 — Генерал-полковник инженерно-технической службы
- 1971 — Генерал-полковник-инженер

## Награды
- 2 ордена Ленина (28.02.1944, 21.02.1945)
- 3 ордена Красного Знамени (23.11.1942, 3.11.1944, 30.04.1954)
- 2 ордена Кутузова I степени (19.8.1944, 18.8.1945)
- Орден Трудового Красного Знамени (2.03.1938)
- Орден Красной Звезды (3.11.1937)
- Медали СССР: «За боевые заслуги», «За трудовую доблесть», «За доблестный труд. В ознаменование 100-летия со дня рождения Владимира Ильича Ленина», «За оборону Кавказа», «За победу над Германией», «За победу над Японией», «XX лет Рабоче-Крестьянской Красной Армии», «30 лет Советской Армии и Флота», «В память 800-летия Москвы» и др.
- Командор ордена «Легион Почёта» (США, 1944). Орден передан для вручения Президентом США Ф. Рузвельтом И. В. Сталину на закрытии Ялтинской конференции[7][8]
- Орден Испании